# Hazama Corporation

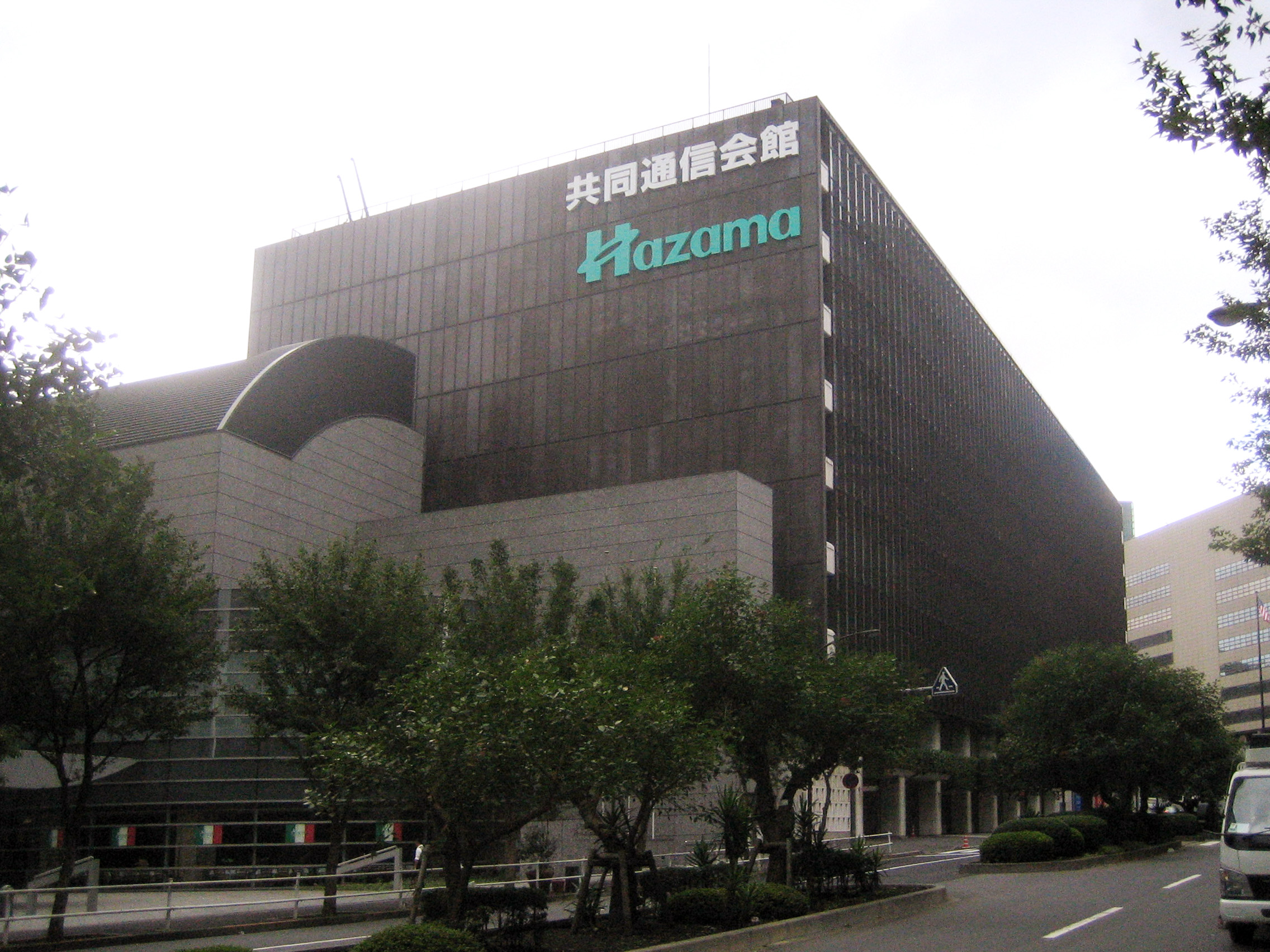
Kyodo News Building (共同通信会館 Kyōdō Tsūshin Kaikan)。Le siège de la Hazama se trouve dans cet immeuble.

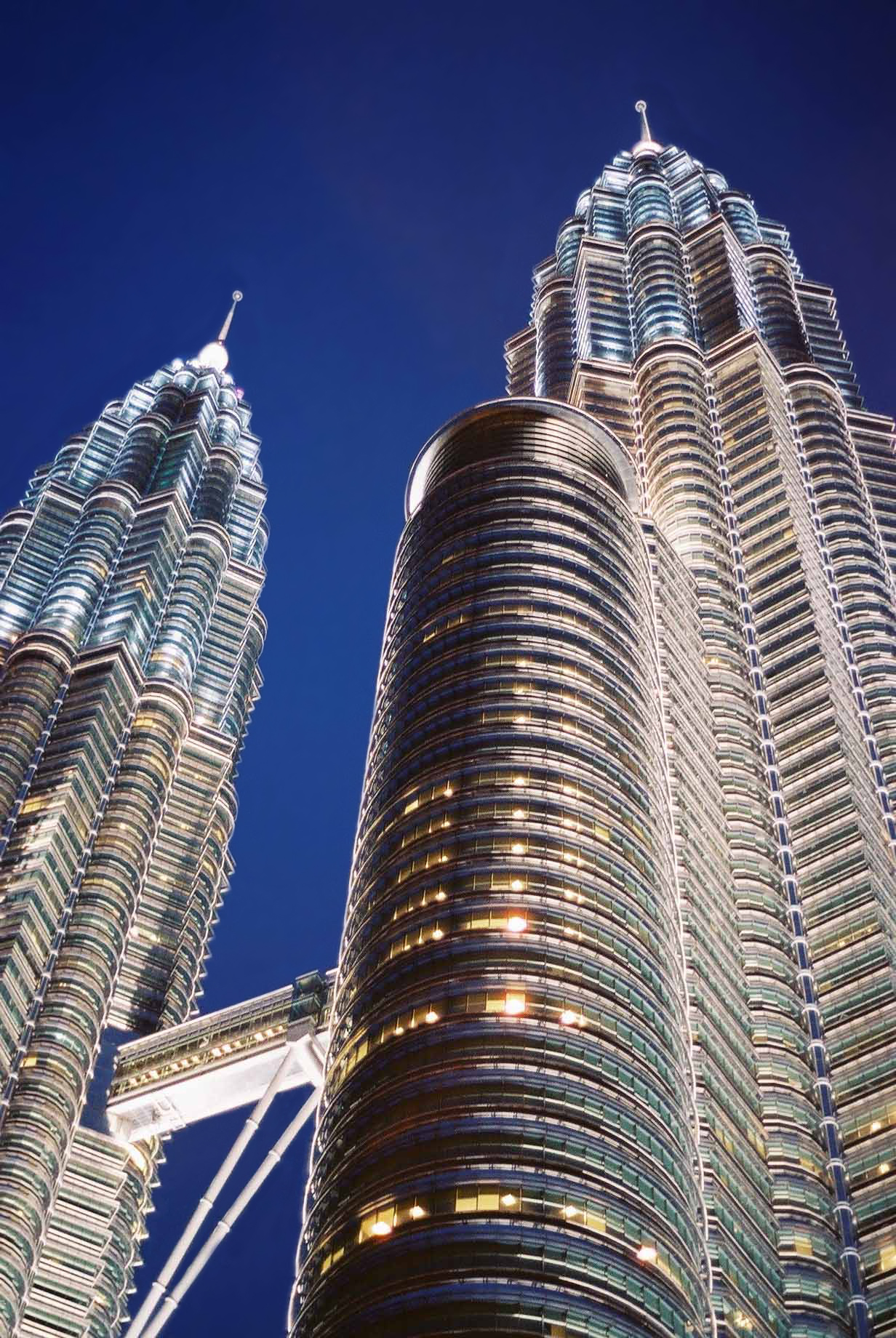
Les tours Petronas. une des tours a été construite par la Hazama.

La Hazama Ando Corporation (株式会社安藤・間, Kabushiki-gaisha Andō-kan) (TSE : 1719) est une des dix plus grosses sociétés de construction du Japon. Elle est présente en Asie, en particulier en Asie de sud-est dont le Népal, aux États-Unis, au Mexique, en Amérique centrale et en Amérique du Sud. La société a été fondée en 1889.

## Réalisations (sélection)
- Ligne Ginza du métro de Tokyo (1933)
- Autopolis (1989)
- Tokyo Big Sight (1995)
- Tours Petronas (tour 1) (1997–2001)
- Aéroport international du Kansai (1989)

## Source de la traduction
- (en) Cet article est partiellement ou en totalité issu de l’article de Wikipédia en anglais intitulé « Hazama Corporation » (voir la liste des auteurs).